# Jig-Ai
Jig-Ai – czeski zespół muzyczny wykonujący goregrind pochodzący z Pragi założony w 2004 roku. Ich muzyka stanowi połączenie goregrindu z elementami death metalu i hardcore punka.
Jak na gatunek przystało, w którym się członkowie obracają, występują wyłącznie odhumanizowane partie wokalne z wykorzystaniem gutturalu i świńskich pisków (tzw. pig squeal). Charakterystyczną cechą grupy jest wydawanie odgłosów przypominających bulgotanie, mogące kojarzyć się z żabimi odgłosami. Styl zespołu obraca się wokół tematyki ero-guro, a dokładniej przedstawiania makabrycznych okładek albumów z okaleczonymi kobietami z wątkami erotycznymi (hentai) i obscenicznie brzmiących tytułów utworów, toteż muzykę Jig-Ai można określić jako pornogrind. Same słowo „Jigai” odnosi się do żeńskiego odpowiednika rytualnego samobójstwa – seppuku.

## Historia
Po rozpadzie starego zespołu Buráka w 2004 roku rozpoczął bezimienny projekt z Petraskiem i Brainem. Po kilku próbach projekt został wstrzymany z powodu braku czasu. W 2005 roku zespół ponownie się sformował, kiedy Štefy dołączył do zespołu i zastąpił Petraseka na perkusji. Wydali 31 stycznia 2006 pierwszą płytę demo – „Promo 2006”. W 2006 roku ukazał się ich pierwszy album „Jig-Ai” za pośrednictwem wytwórni Bizarre Leprous Production. Po wydaniu albumu koncertowali w Czechach i innych krajach europejskich oraz grali na „Grind Invasion Tour” w Niemczech. W 2007 roku grupa rozpoczęła nagrywanie drugiego albumu i udała się wraz z innymi koncertami do odegrania na trasę „Grind Tour De Pologne” przez Polskę. W 2008 roku wzięli udział w rosyjskiej mini-trasie „Katalepsy” i wydali swój drugi album zatytułowany „Katana Orgy”.

## Skład zespołu
Aktualni członkowie
- Brain – wokal, gitara (od 2005)
- Burák – wokal, gitara basowa (od 2005)
- Kaspy – perkusja (od 2011)[5]

Byli członkowie
- Petrasek – perkusja (do 2005)
- Štefy – perkusja (2005-2011)[5]

## Dyskografia

### Albumy
| Rok  | Tytuł                                                                            |
| ---- | -------------------------------------------------------------------------------- |
| 2006 | Jig-Ai - Data: 18 kwietnia 2006 - Wydawca: Bizarre Leprous Productions           |
| 2008 | Katana Orgy - Data: 10 lipca 2008 - Wydawca: Bizarre Leprous Productions         |
| 2014 | Rising Sun Carnage - Data: 24 lutego 2014 - Wydawca: Bizarre Leprous Productions |
| 2019 | Entrails Tsunami - Data: 3 lipca 2019 - Wydawca: Bizarre Leprous Productions     |

### Splity
| Rok  | Tytuł                                                                              |
| ---- | ---------------------------------------------------------------------------------- |
| 2011 | Jig-Ai / Ass To Mouth - Data: kwiecień 2011 - Wydawca: Bizarre Leprous Productions |

### Demo
| Rok  | Tytuł                                                             |
| ---- | ----------------------------------------------------------------- |
| 2006 | Promo 2006 - Data: 31 stycznia 2006 - Wydawca: wydany niezależnie |